# 卡慕思計畫

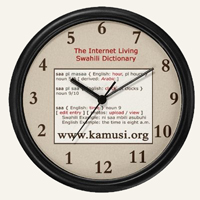
斯瓦希里時鐘，由卡慕思計畫提供

卡慕思計畫為透過線上合作所構成的網路辭典。此計畫旨在為世界上各種語言建立其辭典和語言資源，並讓每人都得以免費享用。"卡慕思"在斯瓦希里語中代表字典。用戶經登錄後，即可使用站內提供的資訊並參與貢獻。目前，此計畫隸屬於國際卡慕思組織，登記立案於瑞士日內瓦。
卡慕思計畫始於1994年，為美國耶魯大學非洲研究理事會的研究項目。此項目旨在建立斯瓦希里語的線上辭典，創辦人為現任計畫主任馬丁・班傑明。
此計畫於2007年與耶魯大學分拆，並自2009年起與位於日內瓦的國際卡慕思非營利組織和美國卡慕思非營利組織共同運營。從2013年至今，此計畫於洛桑聯邦理工學院的分布資訊系統實驗室設立研究據點。
卡慕思計畫從2010年開始從斯瓦希里語-英語資料庫擴張到其他語言，並致力於連結當今所有現存語言，以構成多語辭典資料庫。2013年，卡慕思成為歐巴馬政府在白宮大數據倡議中的推廣夥伴。2015年此計畫因多語資料超載造成伺服器停擺，經重新編寫圖形數據庫後於2016年再度問世。然而，即便系統提供了比過往更多元的語料庫，由於資金短缺，原有的斯瓦希里語資料庫尚未能完全轉換至新系統。
卡慕思計畫自2017年起啟動名為"卡慕思實驗室"的技術發展實驗計畫，並開放讓世界各地的學生實習。同年，此計畫在其行動應用程式"英語-斯瓦希里語辭典(English Swahili Dictionary Fr)"發布了六萬件以上的詞條。
目前，卡慕思計畫的語言概念鏈結庫有1,769,137條詞彙，涵蓋了43種語言和1806種組合的雙語辭典。使用者可透過kamusi.org官方網站、"Kamusi Here!"行動應用程式(支援Android和iPhone)、"Kamusi  Bot"應用程式(支援Facebook介面)、以及"Emoji World Bot"(支援Telegram介面)享用其此語言資料庫。依拉丁字母排序，卡慕思語料庫包含的語言有: 阿拉伯語、阿薩姆語、巴斯克語、孟加拉語、博多語、保加利亞語、加泰隆尼亞語、克羅埃西亞語、捷克語、丹麥語、荷蘭語、英語、加利西亞語、希臘語、古吉拉特語、印地語、愛爾蘭語、義大利語、康納達語、喀什米爾語、孔卡尼語、馬拉亞拉姆語、漢語/中文、曼尼普爾語、馬拉提語、尼泊爾語、歐利亞語、波斯語、葡萄牙語、旁遮普語、羅馬尼亞語、俄羅斯語、梵語、北索托語、斯洛伐克語、西班牙語、坦米爾語、泰盧固語、札那語、烏爾都語、文達語、科薩語、祖魯語。